# Poli(tetrafluoretilén)
A poli(tetrafluoretilén) vagy politetrafluoretilén, IUPAC nevén Poly(tetrafluoroethene), rövidítve PTFE, vagy a DuPont, a fő gyártócég által kizárólagosan birtokolt nevén Teflon® (vagy már köznévként teflon) egy számos alkalmazási területen megtalálható úgynevezett fluoropolimer, amit a tetrafluoretilén monomer polimerizációs reakciójával állítanak elő.
A nagy molekulasúlyú polimert, ami a láncvégi hidrogénatomok kivételével csak szén- és fluoratomokból áll, sem a hidrofil (vízvonzó), sem a hidrofób (víztaszító) folyadékok nem nedvesítik.
Az erős szén–fluor kötés jelenléte kémiailag igen ellenállóvá teszi, de jó dielektromos tulajdonsága is van. Ezeket a tulajdonságait használják alkalmazási területein kenőanyagkomponensként, edények, tartályok készítésére maró folyadékokhoz, és legjobban ismeretesen sütéshez használt felületek ragadásmentesítésére.
Poli(tetrafluoretilén) alapanyagot már az 1970-es években Magyarországon is gyártottak (a világon hatodik országként) a Pest Megyei Műanyagipari Vállalatban, az anyag hazánkban PEMÜFLON néven került forgalomba.

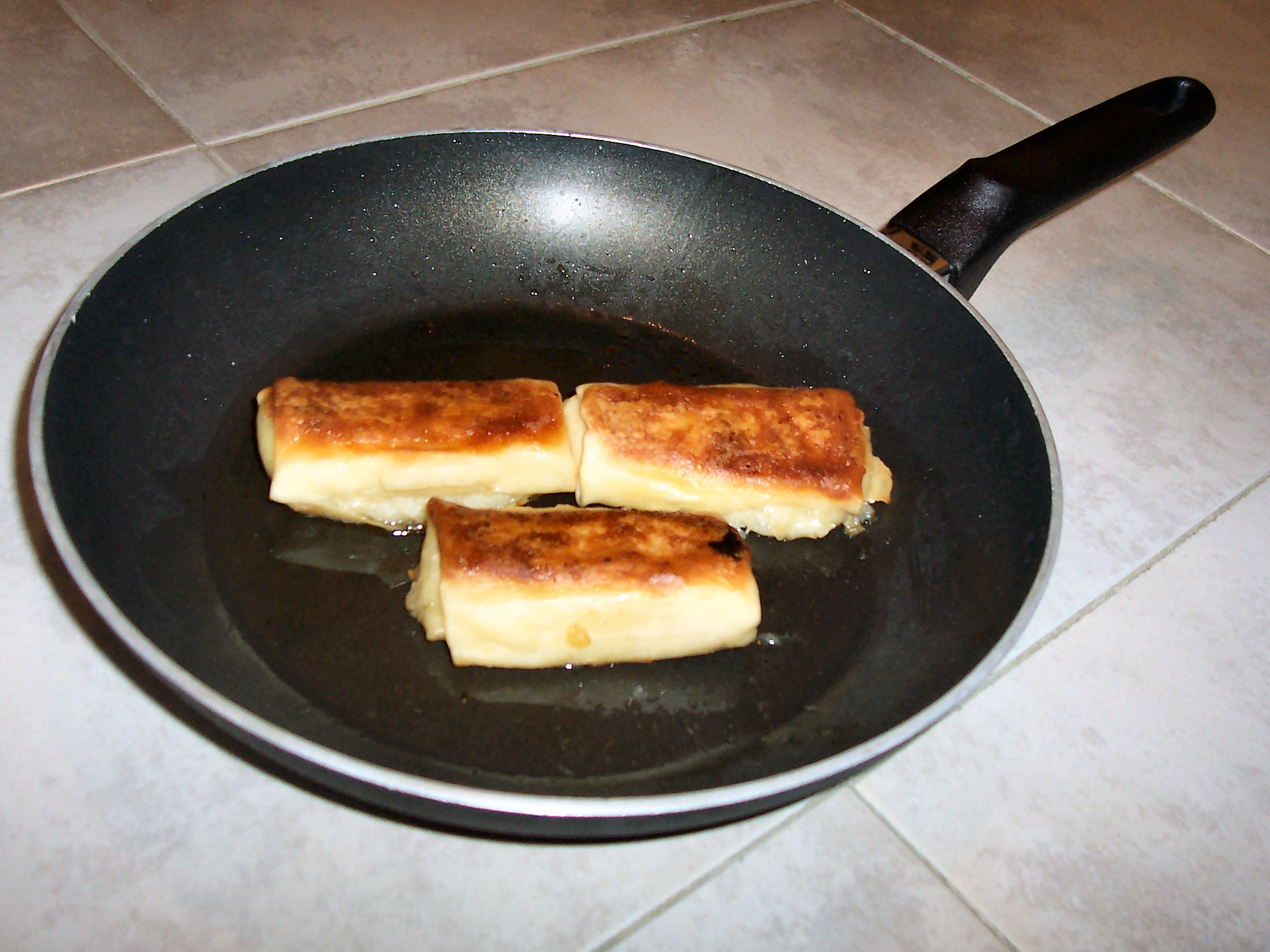
Teflonbevonatú serpenyő

## Története
A polimert Roy Plunkett fedezte fel véletlenül 1938-ban.

## Tulajdonságai
| Tulajdonság                    | Érték              |
| ------------------------------ | ------------------ |
| Sűrűség                        | 2200 kg/m³         |
| Olvadáspont                    | 327 °C             |
| Rugalmassági modulus           | 0,5 GPa            |
| Folyáshatár                    | 23 MPa             |
| Súrlódási tényező              | 0,05–0,10          |
| Dielektromos állandó           | ε=2,1,tan⁡(δ)<5(-4) |
| Dielektromos állandó (60 Hz)   | ε=2,1,tan⁡(δ)<2(-4) |
| Szigetelési szilárdság (1 MHz) | 60 MV/m            |

## Használati biztonság

### Perfluoroktánsav (Perfluorooctanoic acid, PFOAvagyC8)
A polimer gyártási folyamata során PFOA keletkezik, és annak kiderítése, hogy ez okozhat-e rákos megbetegedést, jelenleg is folyamatban van az Egyesült Államokban .{2005-ben több mint 60 ezer embert vizsgáltak meg az Egyesült Államokban, a 2012-ben közzétett adatok megállapították, hogy a tesztalanyok majd 50%-a szenved valamilyen súlyos betegségben}

## Hasonló polimerek

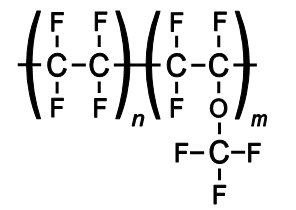
A teflon nevet a hasonló fluorozott polimerekre is használják. Ilyen a perflouroalkoxi polimergyanta perfluoroalkoxy polymer resin (PFA)

Hasonló kémiai szerkezetű polimerek, amelyeket szintén teflon néven forgalmaznak:
- PFA (perfluoroalkoxi polimergyanta)
- FEP (fluorozott etilén-propilén)

Ezek a polimerek rendelkeznek a PTFE többi tulajdonságával, de átlátszóak, áttetszőek és ellenállnak a napfény ultraibolya-sugárzása hatásának is.

## Fordítás
Ez a szócikk részben vagy egészben  a   Polytetrafluoroethylene című angol Wikipédia-szócikk fordításán alapul.  Az eredeti cikk szerkesztőit annak laptörténete sorolja fel. Ez a jelzés csupán a megfogalmazás eredetét és a szerzői jogokat jelzi, nem szolgál a cikkben szereplő információk forrásmegjelöléseként.